# Ларёво (деревня, Москва)
Ларёво — деревня в Новомосковском административном округе Москвы (до 1 июля 2012 года была в составе Ленинского района Московской области). Входит в состав района Коммунарка.

## Население
| 1859 | 1890 | 1899 | 1926 | 2002 | 2006 | 2010 |
| ---- | ---- | ---- | ---- | ---- | ---- | ---- |
| 31   | ↗52  | ↘37  | ↗58  | ↘28  | →28  | ↗77  |

Согласно Всероссийской переписи, в 2002 году в деревне проживало 28 человек (13 мужчин и 15 женщин).

## География
Деревня Ларёво находится в центральной части Новомосковского административного округа, примерно в 25 км к юго-западу от центра города Москвы и 5 км к юго-востоку от центра города Московский, на левом берегу реки Сосенки.
В 1,5 км к юго-востоку от деревни проходит Калужское шоссе А130, в 6 км к северо-западу — Киевское шоссе М3, в 7 км к северо-востоку — Московская кольцевая автодорога, в 10 км к востоку — линия Курского направления Московской железной дороги. Ближайший населённый пункты — деревни Летово и Сосенки.

## История
В «Списке населённых мест» 1862 года — владельческое сельцо 1-го стана Подольского уезда Московской губернии по правую сторону старокалужского тракта, в 15 верстах от уездного города и 35 верстах от становой квартиры, при речке Сосенке, с 5 дворами и 31 жителем (16 мужчин, 15 женщин).
По данным на 1899 год — деревня Десенской волости Подольского уезда с 37 жителями.
В 1913 году — 10 дворов.
По материалам Всесоюзной переписи населения 1926 года — деревня Летовского сельсовета Десенской волости Подольского уезда в 1,1 км от Калужского шоссе и 9,6 км от станции Бутово Курской железной дороги, проживало 58 жителей (30 мужчин, 28 женщин), насчитывалось 11 крестьянских хозяйств.
С 1929 до 2012 гг. — населённый пункт Московской области в составе Красно-Пахорского района (1929—1946); Калининского района (1946—1957); Ленинского района (1957—1960, 1965—2012); Ульяновского района (1960—1963); Ленинского укрупнённого сельского района (1963—1965).
С 2012 года — в составе города Москвы.